# Drop bengálský
Drop bengálský (Houbaropsis bengalensis) je kriticky ohrožený druh ptáka z čeledi dropovitých a monotypického rodu Houbaropsis, žijící v jižní a jihovýchodní Asii.

## Popis
Dospělí ptáci dosahují délky 66–68 cm, výšky okolo 55 cm a váží mezi 1,2 a 2 kg, přičemž samice bývají o něco větší. Samci mají nápadný svatební šat: černá hlava, hruď a břicho, rezavě hnědý hřbet a velké bílé skvrny na křídlech, na temeni jim splývá chocholka z peří. Samice a mláďata jsou zbarveny okrově až hnědě, střídání světlejších a tmavších ploch jim umožňuje splynout s okolní vegetací. Dropi obývají pravidelně zaplavované travnaté nížiny s roztroušenými keři, živí se semeny a plody rostlin i hmyzem a drobnými obratlovci. Období rozmnožování trvá od března do května, v jedné snůšce bývá jedno nebo dvě vejce. Mláďata se líhnou po 25-28 dnech a jsou brzy soběstačná.

## Ochrana
Drop bengálský je plachý živočich, který obtížně snáší blízkost lidí. Stále intenzivnější zemědělské využívání krajiny ho připravilo o většinu původních stanovišť, na počátku 21. století zbyly izolované populace v terajích pod Himálajem (zejména národní park Čitvan a národní park Kaziranga), v Kambodži okolo jezera Tonlésap a v jižním Vietnamu. Počet dospělých jedinců se odhaduje mezi pěti sty a tisícem kusů. V roce 2006 byla v Kambodži vyhlášena ochrana území obývaného dropem bengálským: podle organizace BirdLife International to neznamená omezování zemědělců (drop je vázán na kulturní krajinu), ale důraz na tradiční šetrné metody obdělávání půdy.